# Troglohyphantes fugax
Troglohyphantes fugax là một loài nhện trong họ Linyphiidae.
Loài này thuộc chi Troglohyphantes. Troglohyphantes fugax được Wladislaus Kulczynski miêu tả năm 1914.